# Сухоруков, Иван Фёдорович
Иван Фёдорович Сухоруков (25 мая 1894, Меловский, область Войска Донского — 16 марта 1963, Ялта, Крымская область) — полковник Советской Армии, участник Великой Отечественной войны, Герой Советского Союза (1945).

## Биография
Иван Сухоруков родился в 1894 году на хуторе Меловский (ныне — Нехаевский район Волгоградской области). Окончил учительский институт. Служил в царской армии, участвовал в боях Первой мировой войны. В 1919 году Сухоруков пошёл на службу в Рабоче-крестьянскую Красную Армию. В 1924 году он окончил курсы «Выстрел», в 1938 году — Высшую пограничную школу НКВД СССР. С начала Великой Отечественной войны — на её фронтах.
К апрелю 1945 года гвардии полковник Иван Сухоруков командовал 242-м гвардейским стрелковым полком 82-й гвардейской стрелковой дивизии 8-й гвардейской армии 1-го Белорусского фронта. Отличился во время Берлинской операции. 18 апреля 1945 года полк Сухорукова переправился через реку Флисс в районе германского населённого пункта Герльсдорф и захватил плацдарм на её западном берегу, после чего успешно удержал и расширил его, штурмом взяв населённый пункт Ворин и выйдя на подступы к городу Мюнхеберг.

«В боях за Мюнхенберг отличился 242 гвардейский стрелковый полк 82-й гвардейской стрелковой дивизии, которым командовал гвардии полковник Иван Фёдорович Сухоруков. Участник битвы на Волге, опытный офицер, он принял смелое и глубоко продуманное решение. Полк подходил к Мюнхенбергу вдоль дороги, идущей от Одера. Здесь противник построил много оборонительных сооружений. Оставив на этом участке всего одну роту , Сухоруков демонстративно, на глазах вражеских наблюдателей, отвел главные силы полка назад, затем стремительным броском ворвался в лес, что севернее Мюнхенберга, и оттуда дружной атакой с фланга и с тыла устремился в город. Пехота действовала мелкими группами с танками и самоходными установками. Сам Сухоруков шел со стрелковым подразделением в центре полка. Уличный бой длился несколько часов. Осуществляя замысел командира, бойцы старались отрезать врагу пути отхода. Они пробирались на перекрёстки улиц и открывали внезапный огонь, тем самым создавая видимость окружения. Гитлеровцы метались в поисках выхода. Этого и добивался Сухоруков. Дружной атакой главных сил полка он завершил разгром врага. Город был взят без больших потерь с нашей стороны.

После окончания боёв за Мюнхенберг стало известно, что Иван Фёдорович Сухоруков тяжело ранен в грудь и в ногу. Узнав от этом от полкового врача, я приказал немедленно отправить полковника в госпиталь. По представлению командования армией ему было присвоено звание Герой Советского Союза».— Маршал Советского Союза Чуйков В. И. Конец третьего рейха. — М.: Советская Россия, 1973. — С. 195.
Указом Президиума Верховного Совета СССР от 31 мая 1945 года гвардии полковник Иван Сухоруков был удостоен высокого звания Героя Советского Союза с вручением ордена Ленина и медали «Золотая Звезда».
В 1951 году Сухоруков был уволен в запас. Проживал в Ялте. Скончался 16 марта 1963 года, похоронен в Ялте, на Старом городском кладбище.
Был награждён двумя орденами Ленина, тремя орденами Красного Знамени, орденом Александра Невского и рядом медалей.
Именем героя названа улица в хуторе Мелоклетский